# Марс 1960Б
Марс 1960Б (Marsnik 2, Корабль 5 и «Марс 1М» № 2) — советская автоматическая межпланетная станция, запущенная 14 октября 1960 года, ракетой-носителем «Молния 8К78». Расчётная дата пролёта — 15 мая 1961 года. Аппарат выведен не был, из-за аварии ракеты носителя. Является частью программы 1М — серии советских беспилотных космических зондов для изучения Марса.

## Задачи и цели миссии
- Выведение аппарата на пролетную траекторию Марса.
- Поиск живых организмов.
- Исследование ионосферы, магнитосферы Марса.
- Получение изображений поверхности Марса с пролётных траекторий.
- Изучение межпланетного пространства между Землей и Марсом.

## Проектирование
Проектирование зонда и ракеты-носителя осуществлялось в 1958—1960 гг. в ОКБ-1. Монтаж и сборка блоков выполнялись на Заводе № 88, окончательная сборка и испытания проводились на НИИП-5.

## Устройство аппарата
Космический аппарат был практически идентичен по дизайну к космическому аппарату — «Венера-1». Зонд цилиндрической формы, два метра в обхвате с двумя крыльями солнечных батарей, антенна с высоким коэффициентом усиления в длину 2,33 метра, масса аппарата — 650 кг. За выработку энергии, накапливаемой в серебряно-цинковых аккумуляторах, отвечали две панели солнечных батарей. Радиосвязь должна была осуществляться передатчиком дециметрового диапазона с высоким коэффициентом усиления, при помощи него аппарат отправлял бы данные и телеметрию. Вращающаяся установка, на которой была установлена антенна, требовалась для поддержания её ориентации по направлению к Земле. Аппарат имел 10 кг полезной нагрузки из научных приборов, таких, как магнитометр, закрепленный на штанге, прибор для регистрации космических лучей, радиометр, детектор микрометеоритов, спектральный рефлектометр для обнаружения CH-группы, с помощью которого зонд попытался бы найти признаки жизни на Марсе, а также ряд других инструментов. Приборы были установлены снаружи космического аппарата, но не внутри. Фото-телевизионная камера, установленная в герметичном отсеке, должна была делать снимки через защитное зеркало. За наведение солнечных панелей на Солнце отвечал солнечный датчик. Коррекцию траектории планировалось осуществлять с помощью ЖРД на гептил/азотной кислоте.

## История полёта
На 290-й секунде полёта произошел отказ двигателя третьей ступени, из-за утечки жидкого кислорода и последующего замерзания топлива (керосина), произошедших ещё до запуска. Третья и четвёртая ступени с космическим зондом сгорели в атмосфере. «Марс 1960Б» достиг высоты 120 км до того, как начал падать.